# Shadowrun (videogioco 1993)
Shadowrun è un videogioco action RPG sviluppato nel 1993 da Beam Software per SNES. Ambientato nell'universo del gioco di ruolo Shadowrun, la trama del gioco è ispirata al romanzo Never Deal with a Dragon di Robert N. Charrette.